# Neseis silvestris
Neseis silvestris är en insektsart som först beskrevs av George Willis Kirkaldy 1910.  Neseis silvestris ingår i släktet Neseis och familjen fröskinnbaggar. Inga underarter finns listade i Catalogue of Life.